# Philautus nianeae
Philautus nianeae es una especie de anfibio anuro de la familia Rhacophoridae.

## Distribución geográfica
Esta especie es endémica de Laos. Habita entre los 471 y 979 m sobre el nivel del mar en las provincias de Khammouane, Vientiane y Borikhamxay.

## Descripción
Los machos miden de 23 a 28 mm y las hembras 27 mm.

## Etimología
Esta especie lleva el nombre en honor a Niane Sivongxay.

## Publicación original
- Stuart, Phimmachak, Seateun & Sheridan, 2013: A New Philautus (Anura: Rhacophoridae) from northern Laos allied to P. abditus Inger, Orlov & Darevsky, 1999. Zootaxa, n.º 3745(1), p. 73-83[2]